# Musée militaire du Périgord
Le Musée militaire du Périgord est un musée français retraçant l'histoire militaire en Périgord en particulier, et dans le monde en général, situé à Périgueux, dans le département de la Dordogne. 

## Collections
Parmi les collections, deux objets mobiliers sont classés au titre des monuments historiques depuis le 21 janvier 1974, :
- une toile peinte à l'huile au XIXe siècle (95 cm de haut, sur 80 cm de large) représente l'intendant général le Prévost de Launay. Cette peinture est le portrait, pris en pied et de trois-quarts, d'un haut fonctionnaire, portant un uniforme brodé, des bottes montantes et un shako sous le bras ; en arrière-plan, le paysage alterne entre une ville, une rivière et un lac[1].
- une toile peinte à l'huile par Jean-Adolphe Beaucé en 1872 (1,6 m de haut, sur 2 m de large) représente la mort du colonel de Maleville à la bataille de Solférino. Cette peinture est la scène historique d'une bataille et d'un officier à cheval portant un drapeau, autour de cadavres et de tambours de guerre ; en arrière-plan, le paysage alterne entre un bâtiment et de la fumée[2].